# Familiehuis Daniel den Hoed

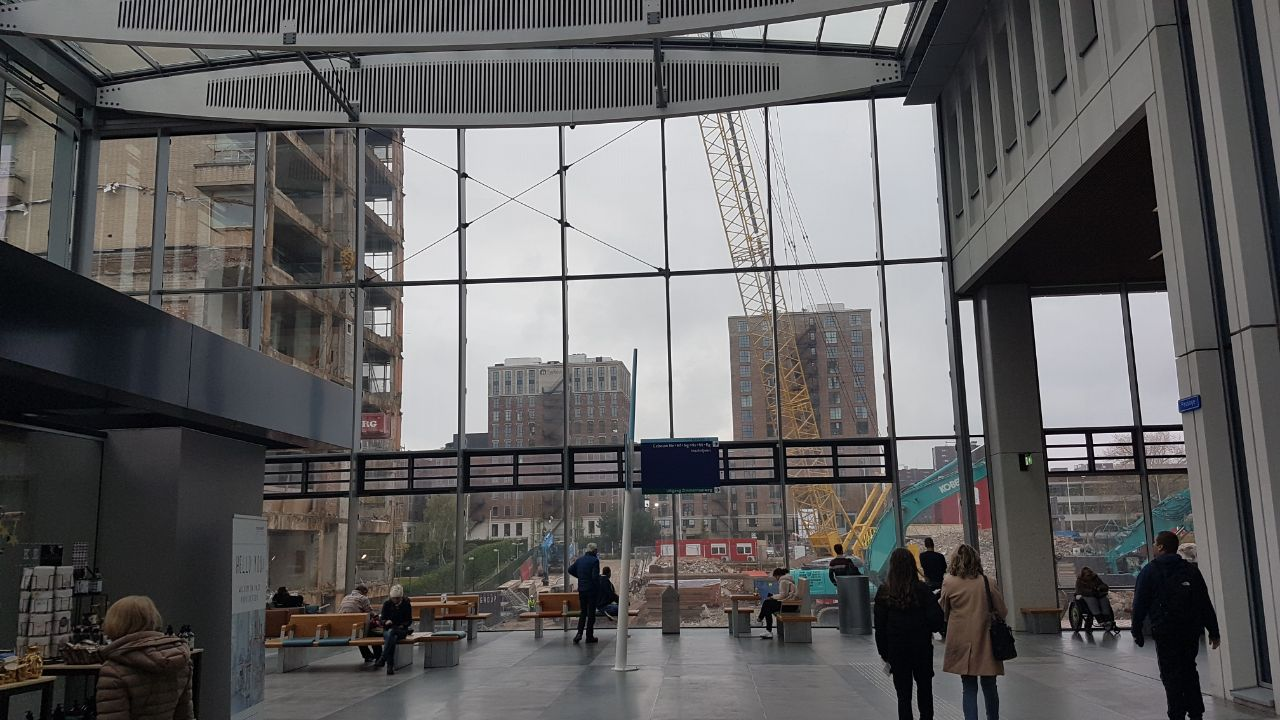
Familiehuis Daniel den Hoed gezien vanuit de centrale hal (Passage) van het Erasmus MC tijdens de sloop van het oude Dijkzigt (2022)

Het Familiehuis Daniel den Hoed is een zelfstandige stichting in Rotterdam. De stichting is genoemd naar Daniel den Hoed en biedt verblijf aan voor kankerpatiënten en hun naasten. 
Het eerste familiehuis werd in 1900 geopend  naast de Daniel den Hoedkiniek. Bij het sluiten van die vestiging verhuisde ook het familiehuis, die nieuwe locatie werd geopend in 2021 en is gevestigd op Karl Weisbardstraat 205 in Rotterdam.
Het familiehuis zal in 2026 verbonden worden aan het Erasmus MC via een loopbrug over de 's-Gravendijkwal.